# هانس-یواخیم لوک
هانس-یواخیم لوک (انگلیسی: Hans-Joachim Lück؛ زادهٔ ۲۲ ژوئن ۱۹۵۳) قایقران روئینگ اهل آلمان بود.
وی در مسابقات کشوری و بین‌المللی در مجموع برندهٔ ۲ مدال طلا شده‌است.